# The Safety of Objects
 (janvier 2022).
Si vous disposez d'ouvrages ou d'articles de référence ou si vous connaissez des sites web de qualité traitant du thème abordé ici, merci de compléter l'article en donnant les références utiles à sa vérifiabilité et en les liant à la section « Notes et références ».
Pour plus de détails, voir Fiche technique et Distribution.
The Safety of Objects est un film américain réalisé par Rose Troche, sorti en 2001.

## Fiche technique
- Titre : The Safety of Objects
- Réalisation : Rose Troche
- Scénario : Rose Troche d'après le roman de A. M. Homes
- Photographie : Enrique Chediak (en)
- Pays d'origine : États-Unis
- Genre : drame
- Date de sortie : 2001

## Distribution
- Glenn Close (VQ : Anne Caron) : Esther Gold
- Dermot Mulroney (VF : Guillaume Orsat ; VQ : Daniel Picard) : Jim Train
- Jessica Campbell : Julie Gold
- Patricia Clarkson (VQ : Élise Bertrand) : Annette Jennings
- Joshua Jackson (VF : Alexandre Gillet ; VQ : Thiéry Dubé) : Paul Gold
- Moira Kelly  (VQ : Lisette Dufour) : Susan Train
- Robert Klein  (VQ : Benoît Rousseau : Howard Gold
- Timothy Olyphant (VQ : Martin Watier) : Randy
- Mary Kay Place (VQ : Claudine Chatel) : Helen Christianson
- Kristen Stewart : Sam Jennings
- Alex House : Jake Train
- Charlotte Arnold : Sally Christianson
- Andrew Airlie  (VQ : Pierre Auger) : Bruce Jennings
- Aaron Ashmore  (VQ : Jean-François Beaupré) : Bobby Christianson
- Haylee Wanstall : Rayanne Jennings
- Victoria Snow  (VQ : Madeleine Arsenault) : Jill
- Kathryn Winslow (VQ : Anne Bédard) : Catherine
- Guinevere Turner : Tani (voix)
- Derek McGrath : Mr. Peabody
- Dmitry Chepovetsky : Bartender
- Noam Jenkins : Patrick Green